# Raska sjömän, hallå!
Raska sjömän, hallå! (originaltitel: Saps at Sea) är en amerikansk komedifilm med Helan och Halvan från 1940 regisserad av Gordon Douglas. Detta är duons sista film producerad av Hal Roach.

## Handling
Helan och Halvan jobbar på en trumpetfabrik, men tvingas åka hem då Helan inte klarar av ljudet av trumpeter på fabriken. De ringer efter en läkare som beordrar Helan att åka ut på en lugn båttur med frisk luft och att dricka getmjölk.
Nästa morgon har Helan och Halvan hyrt en båt och skaffat sig en get de kan få mjölk av. Men när kvällen kommer gnager geten av repet som håller i båten som flyter ut på havet. Utanför båten har den förrymde mördaren Nick Grainger gömt sig.

## Om filmen
När filmen hade Sverigepremiär 21 mars 1941 på biografen Rialto gick den under titeln Raska sjömän, hallå!. När filmen hade nypremiär 1965 gick den under titeln Helan och Halvan lever farligt.
Filmen är inspelad 1939 och är den sista film med duon som producerades av Hal Roach, innan de gick över till 20th Century Studios.
Under inspelningarna av filmen friade Oliver Hardy till sin blivande fru Lucille, och när filmen var färdiginspelad gifte de sig.
Idén med att hela husets rör och övriga prylar inte är rätt reparerade är hämtad från stumfilmen Call of the Cuckoo från 1927 producerad av Hal Roach där duon medverkar, dock inte som duo.
Detta är sista gången som skådespelarna James Finlayson, Charlie Hall och Mary Gordon medverkar i en Helan och Halvan-film.
Filmen var en av Winston Churchills favoritfilmer.
Filmen har visats i svensk television några gånger, bland 1970 och 1983 i SVT2.

## Rollista (i urval)
- Stan Laurel – Stan (Halvan)
- Oliver Hardy – Ollie (Helan)
- Richard Cramer – Nick Grainger
- James Finlayson – dr. Finlayson
- Ben Turpin – rörmokaren
- Harry Bernard – hamnpolis
- Mary Gordon – mrs. O'Riley
- Bob McKenzie – hamnkapten
- Jack Hill – man under bilen
- Sam Lufkin – arbetare på fabrik[2]